# Franciszka Mann
Franciszka Mann, właśc. Rosenberg-Manheimer, z domu Manheimer, Man, Mannówna (ur. 4 lutego 1917, zm. prawdopodobnie 23 października 1943 w KL Auschwitz) – polska tancerka żydowskiego pochodzenia.

## Życiorys
Chodziła do szkoły Tacjanny Wysockiej i studium baletowego Zygmunta Dąbrowskiego. Uczyła się w szkole Ireny Prusickiej tańca nowoczesnego (wyzwolonego), klasycznego baletu, ale także i stepowania. Według Lińskiego odpowiadały jej tańce, w których mogła ujawnić swój płommienny temperament taneczny. Uchodziła w tym czasie za najpiękniejszy ze wschodzących talentów tanecznych, a Liński pisał tak: Ta niewątpliwie niepospolicie utalentowana tancerka ma wszelkie dane, by zabłysnąć na szerszej arenie. Jest jakby dla tańca stworzona. Ma idealnie piękne i zgrabne nogi, prześlicznie rzeźbione kształty, kolosalną impulsywność taneczną i ogromną ambicję taneczną, idącą w parze z sumienną pracowitością. Jej koleżankami w szkole Prusickiej były Wiera Gran i Stefania Grodzieńska. Uczestniczyła w konkursie tańca artystycznego w Wiedniu. Tańczyła w teatrze 8.15. 23 lutego 1935 roku występowała, m.in. z Jadwigą Hryniewiecką, w stroju portugalskim w balu z udziałem przedstawicieli dyplomacji portugalskiej i węgierskiej w Hotelu Europejskim w Warszawie.
W marcu 1936 roku występowała w Teatrze Polskim w Walcu na pokazie uczennic kursu średniego i wyższego szkoły Prusickiej. W lutym 1938 roku dała recital w Teatrze Wielkim w Warszawie, krytyk teatralny tak komentował jej występ: [Mannówna] Święciła [...] tryumf w emocjonalnym Marszu Wonennym Ravela, zatańczonym z pasją i rozmachem. Równie entuzjastyczne recenzje ukazały się w 1939 roku i dotyczyły repertuaru klasycznego. W maju 1939 zdobyła IV nagrodę na Międzynarodowym Konkursie Tańca w Brukseli, gdzie wystąpiła w tańcu Baleriny inspirowanym przez szkice baletowe Degasa. W konkursie wzięło udział 125 tancerek i tancerzy z 20 krajów.
W latach 1936–1939 Mannówna należała do najpopularniejszych i najlepiej zapowiadających się tancerek estradowych. Wystąpiła w filmie krótkometrażowym Polki słyną.
W 1941 występowała w Teatrze Femina w warszawskim getcie na ulicy Leszno 25 w przedstawieniu Batalion humoru. Według „Gazety Żydowskiej” z 1941 roku Mann brała udział w otwarciu Feminy, w przedstawieniach Szafa gra, Od gminy do Feminy, kierowała baletem, dawała popisy taneczne – Marsz i Malagan w MP, występowała w poranku benefisowym w TNA, w poranku Wolsztejna, w „Tylko dla dorosłych” i w kawiarni Bagatela.
W kilku publikacjach jest podejrzewana o kolaborację z Niemcami.
Została wywieziona z Polski w lipcu 1943 roku przypuszczalnie w związku ze sprawą Hotelu Polskiego. Następnie jest opisywana w kontekście heroicznej postawy w obozie koncentracyjnym w Oświęcimiu. Istnieje kilkanaście dokumentów, raportów i pozycji beletrystycznych na ten temat, chociaż szczegóły (a czasami nazwisko bohaterki, np. Lola Horowitz) się zmieniają. Mimo to kilka dokumentów pochodzi od świadków, którzy byli bezpośrednio obecni w Oświęcimiu, m.in. są to dokumenty złożone w czasie depozycji w procesie norymberskim.
Istnieją inne materiały. Do pozycji beletrystycznych należy opowiadanie Tadeusza Borowskiego, opis w książce Tajemnice carskiego dworu, zbeletryzowana wersja bez podania materiału źródłowego została opublikowana w „Polityce” w 2005 roku, wersja spisana przez Tadeusza Hołuja, powieść Arnošta Lustiga.
Jedną z wersji jest opis Filipa Müllera, który był naocznym świadkiem. W czasie tych wypadków Mann strzeliła do dwóch esesmanów: Josefa Schillingera (który zmarł w drodze do szpitala) oraz Wilhelma Emmericha.
Szlomo Dragon (numer obozowy 93359), członek Sonderkommando twierdzi: Stała tam pewna kobieta, bardzo elegancko ubrana, razem z córką. W tym czasie w rozbieralni był esesman Schillinger...Kobieta nie chciała się rozebrać do naga i stała w biustonoszu i bieliźnie. Schillinger odwrócił się i wrzasnął ... Nie, rozebrać się do naga i wycelował pistoletem w biustonosz. Kobieta zdjęła biustonosz, rzuciła nim Schillingerowi w twarz, ale trafiła go w ramię. Pistolet wypadł mu z ręki na ziemię. Kobieta prędko go podniosła, wycelowała w Schillingera i zastrzeliła go na miejscu. W rozbieralni wybuchła panika. Niemcy wystraszyli się, że kobieta zacznie strzelać i do nich. Wyprowadzili wszystkich ludzi z rozbieralni i rozstrzelali ich. Dopiero po tym fakcie pozwolono więźniom z Sonderkommando wrócić do rozbieralni...Stałem bardzo blisko tamtej kobiety, w odległości może pięciu metrów. W pomieszczeniu zostało już niewielu ludzi, a ta kobieta była jedną z ostatnich. Dlatego mogłem to zobaczyć. Chodziły słuchy, że była aktorką, ale nigdy nie dowiedzieliśmy się, kim była naprawdę.
Według dr Yaffy Eliach kobietą, która zastrzeliła Schillingera, była Franceska Mann.
Według wtórnej wersji kiedy się rozbierali [więźniowie z transportu do obozu w Oświęcimiu] piękna kobieta (była tancerka, Franciszka Mann) zaczęła robić striptiz, odwracając uwagę strażników. Półnaga uniosła nogę, by zdjąć but i uderzyła obcasem w głowę SS-mana, po czym wyrwała mu pistolet, wywołując panikę wśród strażników, zaczęła strzelać i uciekła w tłum.
Jej mężem był Marek Rosenberg.